# 第6独立親衛自動車化狙撃旅団 (ロシア陸軍)
第6独立親衛自動車化狙撃旅団（だい6どくりつしんえいじどうしゃかそげきりょだん、ロシア語: 6-я отдельная гвардейская мотоснайперская бригада）とは、ロシア陸軍の旅団の一つ。

## 歴史
- 2014年5月22日：部隊編成。編成時は「第6独立自動車化狙撃連隊」という名称だった。部隊はウクライナ軍の部隊を攻撃した。のちに5月22日から7月24日までリシチャンスク、セベロドネツク、ルベジノエの各地で戦闘した[1]。
- 2015年1月9日：ルガンスク人民共和国人民民兵軍団の指揮下に入り、「第6独立自動車化狙撃連隊（コサック）」と名付けられる[2]。
- 2015年春：2個自動車化狙撃兵大隊と戦車中隊が編成される[3]。
- 2022年7月：ウクライナ侵攻に参加。部隊はアフマト特殊部隊、コサック第208連隊とともにリシチャンスクを攻撃した。部隊は約240人の兵員を失った。また部隊の300人が勲章を授与された[4]。
- 2023年1月1日：部隊は「第6独立親衛自動車化狙撃旅団」に改称され、第8諸兵科連合軍の指揮下に入った[4]。
- 2024年：第3親衛諸兵科連合軍指揮下に入った。

## 編成
2024年10月時点の編成
- 3個独立自動車化狙撃大隊
- 戦車中隊
- 偵察大隊
- 狙撃兵中隊
- 工兵大隊
- 兵站大隊
- 電子戦中隊